# Šugar Rej Leonard
Rej Čarls Leonard (rođen 17. maja 1956), najbolje poznat kao „Šugar” Rej Leonard, bivši je američki profesionalni bokser, motivacioni govornik i povremeno glumac. Često smatran jednim od najvećih boksera svih vremena, on se takmičio od 1977. do 1997. godine, osvajajući svetske titule u pet težinskih kategorija; linealni šampionat u tri težinske kategorije; kao i nesporni titulu velter kategorije. Leonard je bio deo „Čudesne četvorke”, grupe boksera koji su se borili međusobno tokom 1980-ih, a sastojali su se od njega, Roberto Durana, Tomasa Hernsa i Marvin Haglera.
„Sjajna četvorka” je stvorila talas popularnosti u nižim težinskim kategorijama, što je boks održavalo relevantnim u doba nakon Muhameda Alija, tokom kojeg je Leonard pobedio buduće kolege u Međunarodnoj bokserskoj dvorani slavnih Hearnsa, Durana, Haglera i Vilfreda Beniteza. Leonard je takođe bio prvi bokser koji je zaradio više od 100 miliona dolara, a 1980-ih je prozvan „bokserom decenije”. Časopis Ring prozvao ga je borcem godine za 1979. i 1981, dok ga je Američko udruženje bokserskih pisaca (BVAA) imenovalo borcem godine 1976, 1979. i 1981. Godine 2002, Leonarda je Ring proglasio za devetog najvećeg borca u poslednjih 80 godina; BoxRec ga svrstava na 27. mesto najvećih boksera svih vremena.

## Detinjstvo i mladost
Leonard, peto od sedmoro dece Cicerona i Gete Leonard, rođen je u Vilmingtonu, Severna Karolina. Ime je dobio po Reju Čarlsu, omiljenom pevaču njegove majke. Porodica se preselila u Vašington, kada mu je bilo tri godine, i trajno su se nastanili u Palmer Parku, Merilend kad mu je bilo deset godina. Njegov otac je radio kao noćni menadžer supermarketa, a majka kao medicinska sestra. Pohađao je srednju školu Parkdejl. Leonard je bio stidljivo dete. Osim vremena kada se umalo utopio u potoku tokom poplave u Sit Plezantu u Merilendu, njegovo detinjstvo je bilo bez presedana. Puno je ostajao kod kuće, čitajući stripove i igrajući se sa svojim psom. Njegova majka je izjavila: „Nikad nije previše pričao. Nikad nismo mogli reći o čemu razmišlja. Ali nikada nisam imala problema s njim. Nikad nisam morala da odem u školu zbog njega.”

## Amaterska karijera
Leonard je počeo da se bavi boksom u rekreativnom centru Palmer Park 1969. godine. Njegov stariji brat Rodžer prvi je počeo da boksuje. Rodžer je pomogao u pokretanju bokserskog programa, pozivajući direktora centra, Olija Danlapa, da formira tim. Dejv Džejkobs, bivši bokser, i Džanks Morton su se dobrovoljno prijavili kao bokserski treneri. Rodžer je osvojio nekoliko trofeja i pravio se važan pred Rejom, što ga je podstaklo da započne da boksuje.
Godine 1972. Leonard je boksovao u četvrtfinalu pero kategorije nacionalnog AAU turnira, izgubivši odlukom od Džeroma Artisa. To je bio njegov prvi poraz. Kasnije te godine boksovao je na Istočnom olimpijskom takmičenju. Pravila su zahtevala da bokser mora da ima sedamnaest godina da bi boksao u međunarodnoj konkurenciji, tako da je Leonard sa samo šesnaest godina lagao o svojim godinama.‍:p. 1 On se plasirao do polufinala u lakoj kategoriji, izgubivši osporavanom odlukom od Grega Vejlija, koji je bio toliko pretučen da mu nije bilo dozvoljeno da nastavi sa turnirom, i više nikada nije boksovao.
Sardž Džonson, pomoćnik trenera olimpijskog bokserskog tima SAD, rekao je Dejvu Džejkobsu: „Taj klinac kojeg imaš je sladak kao šećer“. Nadimak se zadržao. Međutim, s obzirom na njegov stil i ime, verovatno je bilo samo pitanje vremena kada će ljudi početi da ga zovu Šugar Rej, po čoveku koji mnogi smatraju najboljim bokserom svih vremena, Šugar Reju Robinsonu.‍:7–8
Godine 1973, Leonard je osvojio Nacionalno prvenstvo Zlatnih rukavica u lakoj kategoriji, ali je izgubio od Rendi Šildsa u finalu u lakoj kategoriji Nacionalnog AAU turnira. Sledeće godine, Leonard je osvojio Nacionalne Zlatne rukavice i Nacionalno prvenstvo AAU u lakoj kategoriji. Leonard je pretrpeo poslednja dva poraza kao amater 1974. On je izgubio spornom odlukom od Anatolija Kamneva u Moskvi, nakon čega je Kamnev predao pobednički trofej Leonardu. U Poljskoj, lokalni borac Jan Kvač dobio je diskvalifikacionu pobedu nad Leonardom nakon što je tri puta u nokautiran u prvoj rundi, ali je sudija presudio da je Leonard udario nakon zvona.
Leonard je osvojio Nacionalne Zlatne rukavice i Nacionalno prvenstvo AAU u poluteškoj kategoriji 1974. Sledeće godine je ponovo osvojio nacionalno prvenstvo AAU u poluteškoj kategoriji, kao i prvenstvo u poluteškoj kategoriji na Pan američkim igrama.
Godine 1976, Leonard je ušao u olimpijski tim SAD kao predstavnik u poluteškoj kategoriji. Tim je takođe uključivao Liona i Majkla Spinksa, Hauard Dejvisa mlađeg, Lea Rendolfa, Čarlsa Munija i Džona Tejta. Mnogi smatraju da je američki tim iz 1976. najbolji bokserski tim u istoriji Olimpijskih igara. Leonard je pobedio u svoja prva četiri olimpijska meča rezultatom 5-0. U polufinalu se suočio sa Kazimežom Šćerbom i pobedio je rezultatom 5–0.
U finalu, Leonard je boksovao velikog kubanskog umetnika nokauta Andresa Aldamu, koji je postigao pet uzastopnih nokauta za plasman u finale. Leonard je u prvoj rundi izveo nekoliko dobrih levih ubačaja. U drugoj je oborio Aldama udarom levice u bradu. Kasno u finalnoj rundi, ponovo je povredio Aldamu, što mu je donelo stojeću osmicu od strane sudije. Sa samo nekoliko sekundi do kraja borbe, jedna Leonardova kombinacija je proizvela odbrojavanje do osam. Leonard je nagrađen odlukom 5-0 i zlatnom olimpijskom medaljom. Nakon toga, Leonard je objavio: „Završio sam... Borio sam se u svojoj poslednjoj borbi. Moje putovanje je završeno, moj san je ispunjen. Sada želim da idem u školu.” On je dobio je stipendiju za Univerzitet Merilend, poklon od građana Glenardena, Merilend. Planirao je da studira poslovnu administraciju i komunikacije.‍:42–43 Završio je svoju amatersku karijeru sa rekordom od 165–5 i 75 nokauta.

### Dostignuća
- 1973. Nacionalni šampion u lakoj kategoriji Zlatnih rukavica, pobedivši Hilmera Kentija
- 1973. vicešampion nacionalnog AAU prvenstva u poluteškoj kategoriji, izgubivši od Randija Šildsa
- 1974. Nacionalni šampion u poluteškoj kategoriji Zlatnih rukavica, pobedivši Džefa Lemejra
- 1974. Nacionalni AAU šampion u poluteškoj kategoriji, pobedivši Pola Šerija
- 1974. Osvajač zlatne medalje na prvenstvu Severne Amerike 1974, pobedivši Roberta Prula
- 1975. Nacionalni AAU šampion u poluteškoj kategoriji, pobedivši Miltona Suarda
- 1975. Osvajač zlatne medalje na prvenstvu Severne Amerike 1975, pobedivši Mišela Briera
- 1975. Osvajač zlatne medalje na Panameričkim igrama 1975. u poluteškoj kategoriji, pobedivši Viktora Koronu
- 1976. Osvajač zlatne medalje na olimpijskim igrama u poluteškoj kategoriji 1976, pobedivši Andresa Aldamu

Olimpijski rezultati
- 1/32: Poražen Ulf Karlson (Švedska) jednoglasnom odlukom, 5–0
- 1/16: Poražen Valeri Limasov (Sovjetski Savez) jednoglasnom odlukom, 5–0
- 1/8: Poražena Klinton Mekenzi (Velika Britanija) jednoglasnom odlukom, 5–0
- 1/4: Poražen Ulrih Bejer (Istočna Nemačka) jednoglasnom odlukom, 5–0
- 1/2: Poražen Kazimež Šćerba (Poljska) jednoglasnom odlukom, 5–0
- Finale: Poražen Andres Aldama (Kuba) jednoglasnom odlukom, 5–0[19]

## Promena plana
Huanita Vilkinson, Leonardova devojka iz srednje škole, rekla mu je da je trudna u leto 1973. Oni su odlučili su da imaju bebu, ali je brak bio odložen do Olimpijade 1976. Leonard je nastavio da sledi svoj olimpijski san, dok su ona i beba, Rej Čarls Leonard mlađi, živeli sa njenim roditeljima. Kada je Leonard boksovao na Olimpijskim igrama, imao je sliku Vilkinsonove zalepljenu za svoju čarapu.
Neposredno pre Olimpijskih igara, Vilkinsonova je podnela zahtev za primanje 156 dolara mesečno u ime alimentacije iz okruga Princ Džordža, Merilend. Imenovala je Leonarda kao oca, i kancelarija okružnog državnog tužioca podnela je građansku tužbu protiv Leonarda da utvrdi očinstvo i dobije isplatu izdržavanja za dete. Leonard je saznao za tužbu nekoliko dana po povratku kući sa Olimpijade. Naslov u Vašington Staru je glasio: „Šugar Raj Leonard imenovan u Odeljenju za socijalnu pomoć”.‍:33–34, 43
Vilkinson je otišla na Olimpijske igre da gleda kako Leonard boksuje, ali mu nije rekla za tužbu i nikada mu nije tražila novac. „Nije mi se dalo da se zamaram svim tim komplikacijama tražeći od njega bilo kakav novac za podršku“, ona je izjavila. Leonard je obećao da će izdržavati svog sina, čak i ako mora da odustane od planova da pohađa koledž.

## Spoljašnje veze
- Званични веб-сајт